# ミロスラフ・オンドリチェク
ミロスラフ・オンドリチェク（Miroslav Ondříček, 1934年11月4日 - 2015年3月28日）は、チェコスロヴァキア・プラハ出身の映画撮影監督。

## 来歴
Barrandov Studiosのトレーニング・スクールで映画製作を学び、チェコ・ヌーヴェルヴァーグの頃に撮影監督として働き始める。ミロシュ・フォアマン作品の撮影で有名である。
2015年3月28日にプラハで死去した。享年80歳であった。
映画監督のダビド・オンドリチェク（David Miroslav Ondříček）は息子。

## 主な作品
- If もしも.... If.... (1968)
- パパ/ずれてるゥ! Taking Off (1971)
- スローターハウス5 Slaughterhouse-Five (1972)
- ヘアー Hair (1979)
- ラグタイム Ragtime (1981)
- ガープの世界 The World According to Garp (1982)
- シルクウッド Silkwood (1983)
- アマデウス Amadeus (1984)
- F/X 引き裂かれたトリック F/X  (1986)
- 恋の掟 Valmont (1989)
- レナードの朝 Awakenings (1990)
- プリティ・リーグ A League of Their Own (1992)
- 天使の贈りもの (映画) The Preacher's Wife (1996)
- サンキュー、ボーイズ Riding in Cars with Boys (2001)